# Майкъл Уайт
Майкъл Уайт (на английски: Michael White) е английски писател на бестселъри в жанра исторически трилър и на документални книги за известни личности. Част от романите си пише под псевдонима Сам Фишер (на английски: Sam Fisher) и Том Уест (на английски: Tom West).

## Биография и творчество
Майкъл Антъни Уайт е роден на 16 февруари 1959 г. в Лондон, Англия. От 1972 г. до 1975 г. учи в училището „Thorpe Hall“ в Саутенд-он-Си, Есекс. От 1977 г. до 1982 г. учи в Кралския колеж на Лондонския университет, който завършва с бакалавърска степен по химия. През 1982 г. участва в поп групата от 80-те „Thompson Twins“.
От 1984 г. до 1993 г. преподава химия в колежа „Overbroeck“, Оксфорд, и участва в ръководството на катедрата по химия.
След 1991 г. работи като научен редактор на британското издание на списанието „GQ“ и е колумнист за „Sunday Express“ в Лондон. Едновременно от 1992 г. започва да пише документални книги за известни исторически и съвременни личности.
Първата му документална книга „Asimov: The Unauthorised Biography“ излиза през 1994 г. Книгата става много популярна и донася известност на Уайт. Следващите му произведения успешно се нареждат сред бестселърите в този жанр.
Уайт се премества в Австралия през 2002 г. През 2005 г. става почетен научен сътрудник на университета в Къртин.
През 2006 г. публикува първият си трилър „Равноденствие“. Оттогава той е автор на много исторически трилъри, които попадат неизменно в списъците на бестселърите. Романите на Уайт са преведени на повече от 40 езика по целия свят.
През 2010 г. публикува трилогията трилъри „E-Force“ под псевдонима Сам Фишър. Формацията „Е-форс“ са шестима талантливи и много добре обучени воини. Мисията им е да спасяват света. В екипа са хора като бившия морски пехотинец Марк Харисън, астронавтката Маико Бюканън и компютърния гений Том Ериксън. Те имат на разположение най-футуристичната техника – от супербързи самолети до високотехнологични устройства, които им придават почти свръхестествени способности.
Майкъл Уайт живее със семейството си и четирите си деца в Пърт, Австралия. Той е редовен сътрудник на телевизията и радиото. Все още се занимава с музика, но само като сериозно хоби. Има малко студио, в което всяка година записва на авторска музика на CD за своите приятели.
Майкъл Уайт умира на 6 февруари 2018 г. в Пърт.

## Произведения

### Като Майкъл Уайт

#### Самостоятелни романи
- Equinox (2006) – номиниран за наградата „Ned Kelly“
Равноденствие, изд.: ИК „Бард“, София (2007), прев. Диана Николова
- The Medici Secret (2008)
Тайната на Медичите, изд.: ИК „Бард“, София (2009), прев. Асен Георгиев
- The Borgia Ring (2009)
Пръстенът на Борджиите, изд.: ИК „Бард“, София (2010), прев. Асен Георгиев
- The Art of Murder (2010)
- The Kennedy Conspiracy (2012)

#### Серия „Private“ (Джак Морган)
- Private Down Under (2013) – в съавторство с Джеймс Патерсън

по серията има още 5 романа издадени в съавторство на Джеймс Патерсън с Максин Паетро, Марк Пиърсън и Марк Съливан

#### Документалистика
- Asimov: The Unauthorised Biography (1994)
- Breakthrough (1995) – в съавторство с Кевин Дейвис
- The Science of The X-Files: The Truth... (1996)
- Isaac Newton: The Last Sorcerer (1997) – награда „Bookman“
Исак Нютон, изд. „Лист“ (1993), прев. Моника Филкова
- Life Out There (1997)
- Darwin: A Life in Science (1997) – с Джон Грибин
- Leonardo: The First Scientist (2000)
Леонардо: Първият учен, изд.: ИК „Бард“, София (2006), прев. Елика Рафи
- Thompson Twin: An '80s Memoir (2000)
- J.R.R.Tolkien: A Biography (2001)
- Rivals (2002) – номиниран за наградата „Avenis“
- Stephen Hawking: A Life in Science (2002) – с Джон Грибин
Стивън Хокинг: Живот в науката, изд. „Унив. изд. Св. Климент Охридски“ (1995), прев. Иля Петров
- The Pope and the Heretic: Giordano Bruno (2003)
- World Musicmakers (2003)
Джон Ленън, изд. „Лист“ (1993), прев. Евгения Захариева
- C. S. Lewis: Creator of Narnia, A Life (2004)
- Machiavelli: A Man Misunderstood (2004)
- The Fruits of War (2005) – номиниран за наградата „Avenis“
Изобретено от войната, изд.: ИК „Бард“, София (2007), прев. Маргарит Дамянов
- A Teaspoon and an Open Mind: The Science of Doctor Who (2005)
- Galileo Antichrist, A Biography (2007)

### Серия „Е-форс“ (E-force)
1. State of Emergency (2010)
Извънредна ситуация, изд.: ИК „Бард“, София (2011), прев. Елена Кодинова
2. Aftershock (2011)
3. Nano (2011)

### Като Том Уест

#### Самостоятелни романи
- The Titanic Enigma (2013)
- The Einstein Code (2015)